# East Kilbride
East Kilbride (Cille Bhrìghde an Ear en gaélique écossais (gd)) est une ville nouvelle d'Écosse, située dans le council area du South Lanarkshire et dans la région de lieutenance et ancien comté du Lanarkshire. De 1975 à 1996, elle était la capitale administrative du district d'East Kilbride, au sein de la région du Strathclyde. Sa population s'élevait à 73 796 habitants en 2001.
C'est la première ville nouvelle d'Écosse, planifiée juste après la Seconde Guerre mondiale et officiellement créée le 6 mai 1947, sur les terres d'un petit village déjà existant. Elle est située à 13 kilomètres au sud-est de Glasgow et fait partie de la zone densément peuplée de la Central Belt.
Le club de football d'East Kilbride Thistle (en) est basé dans la ville, qui accueillait aussi la Tommy McGrane Memorial Cup.
Le groupe de rock alternatif The Jesus and Mary Chain, est originaire de la ville, tout comme Roddy Frame, du groupe Aztec Camera.

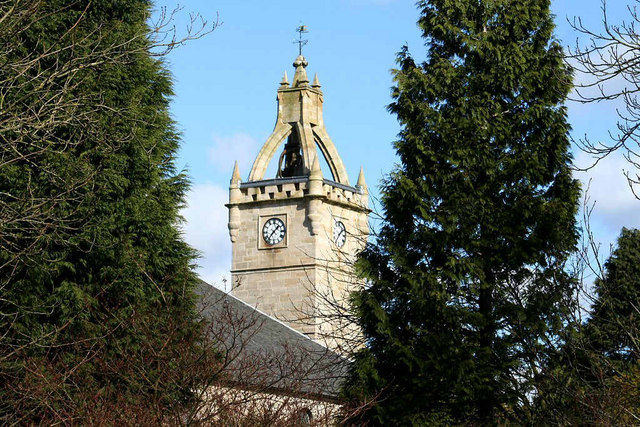
L'ancienne église d'East Kilbride.

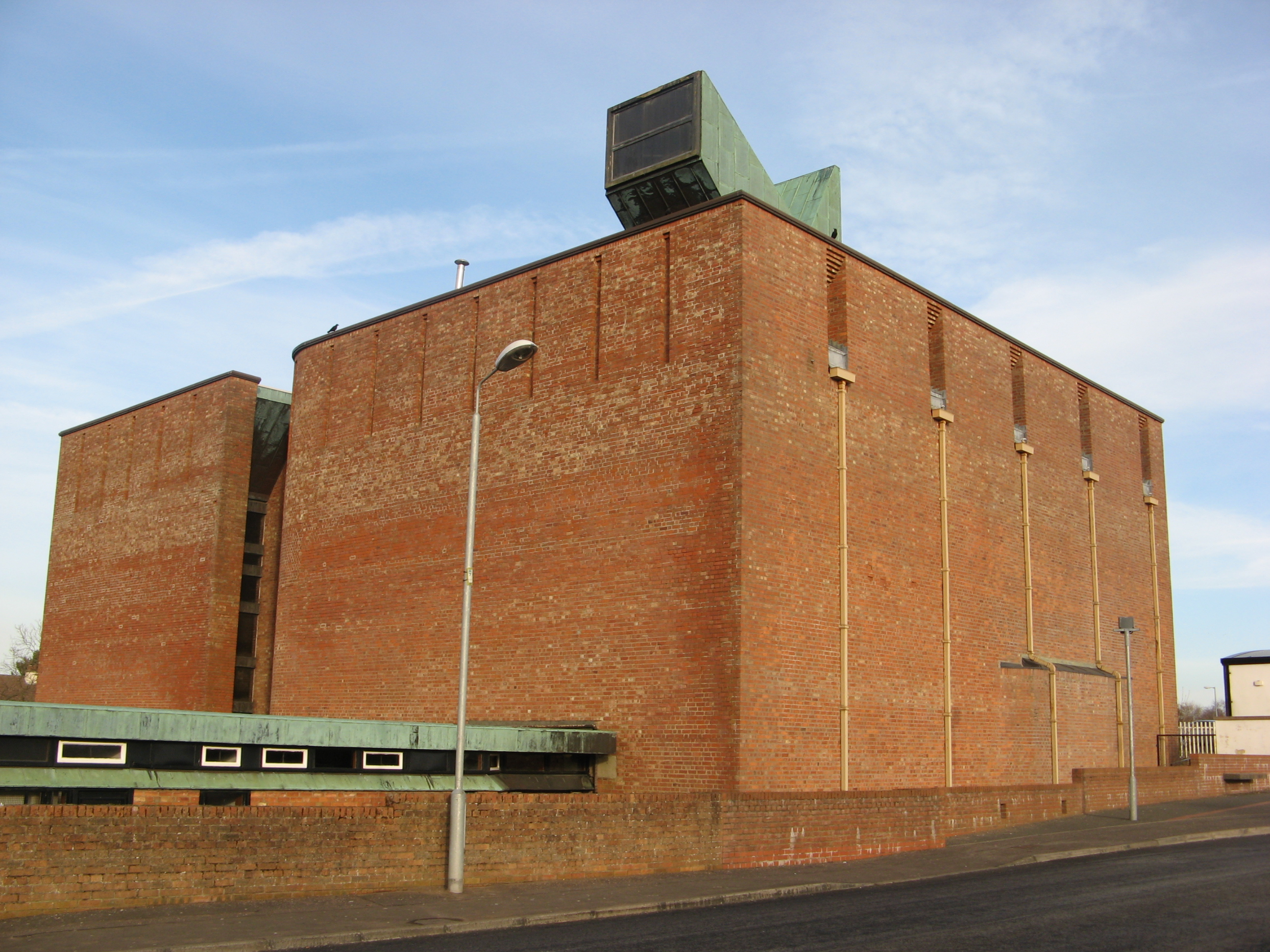
La nouvelle église, St Bride's Church, construite entre 1957 et 1964 par Gillespie, Kidd & Coia.